# Phaula bullula
Phaula bullula är en skalbaggsart som beskrevs av Martins 1984. Phaula bullula ingår i släktet Phaula och familjen långhorningar. Inga underarter finns listade i Catalogue of Life.